# 대한민국 형사소송법 제135조
대한민국 형사소송법 제135조는 압수물처분과 당사자에의 통지에 대한 형사소송법의 조문이다.

## 조문
제135조(압수물처분과 당사자에의 통지) 전3조의 결정을 함에는 검사, 피해자, 피고인 또는 변호인에게 미리 통지하여야 한다.

第135條(押收物處分과 當事者에의 通知) 前3條의 決定을 함에는 檢事, 被害者, 被告人 또는 辯護人에게 미리 通知하여야 한다.

## 참고 문헌
- 손동권 신이철, 새로운 형사소송법(초판, 2013), 세창, 2013. ISBN 9788984114081